# Forn microones

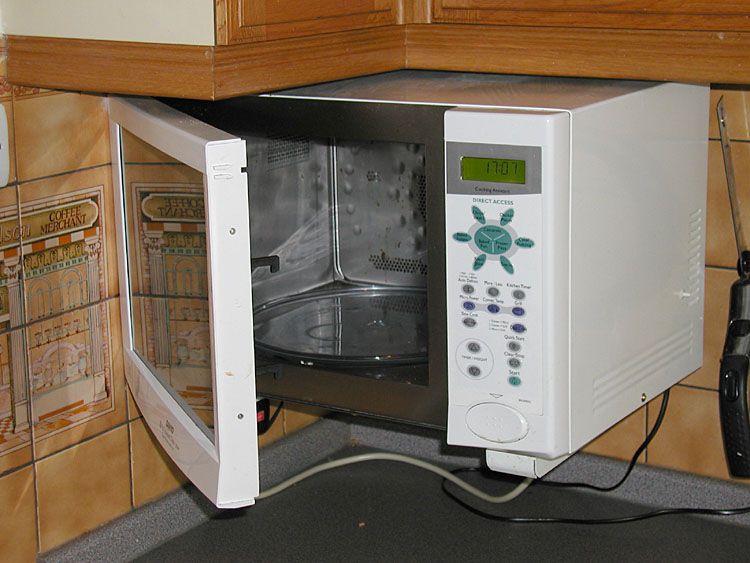
Forn microones domèstic

El forn microones és un forn elèctric, que transforma l'energia elèctrica en ones d'alta freqüència: les microones. Aquestes ones penetren fins a 2,5 cm i provoquen la vibració de les molècules d'aigua, produint calor, la part no aquosa del contingut s'escalfa per contacte.
Els forns microones tenen el seu origen a la Segona Guerra Mundial. Científics britànics van desenvolupar un aparell per produir ones magnètiques de longitud curta, microones, que, instal·lades en el sistema de radar, ajudaven a localitzar els bombarders alemanys abans que arribessin a Anglaterra.
Tot i que s'han popularitzat a nivell domèstic des de fa uns anys, també s'utilitzen a nivell industrial, i en aplicacions científiques en els laboratoris, on utilitzant recipients de tefló, es poden escalfar reactius i fer-los reaccionar en condicions d'alta temperatura i pressió.
Els forns microones, s'utilitzen a la cuina principalment per a tres objectius:
- Escalfament: Els aliments s'hi escalfen ràpidament, usant un temps proporcional a la quantitat d'aliment a escalfar.
- Descongelació: La descongelació per microones és ràpida, i degut a la seva rapidesa, la flora microbiana present en els aliments, no té temps de reproduir-se com en una descongelació lenta.
- Cocció: molt ràpida, els aliments són més sans (es perden menys sals i es destrueixen menys vitamines. El sabor és més natural, la comoditat (no cal usar olles ni paelles), i l'estalvi energètic.

## Història

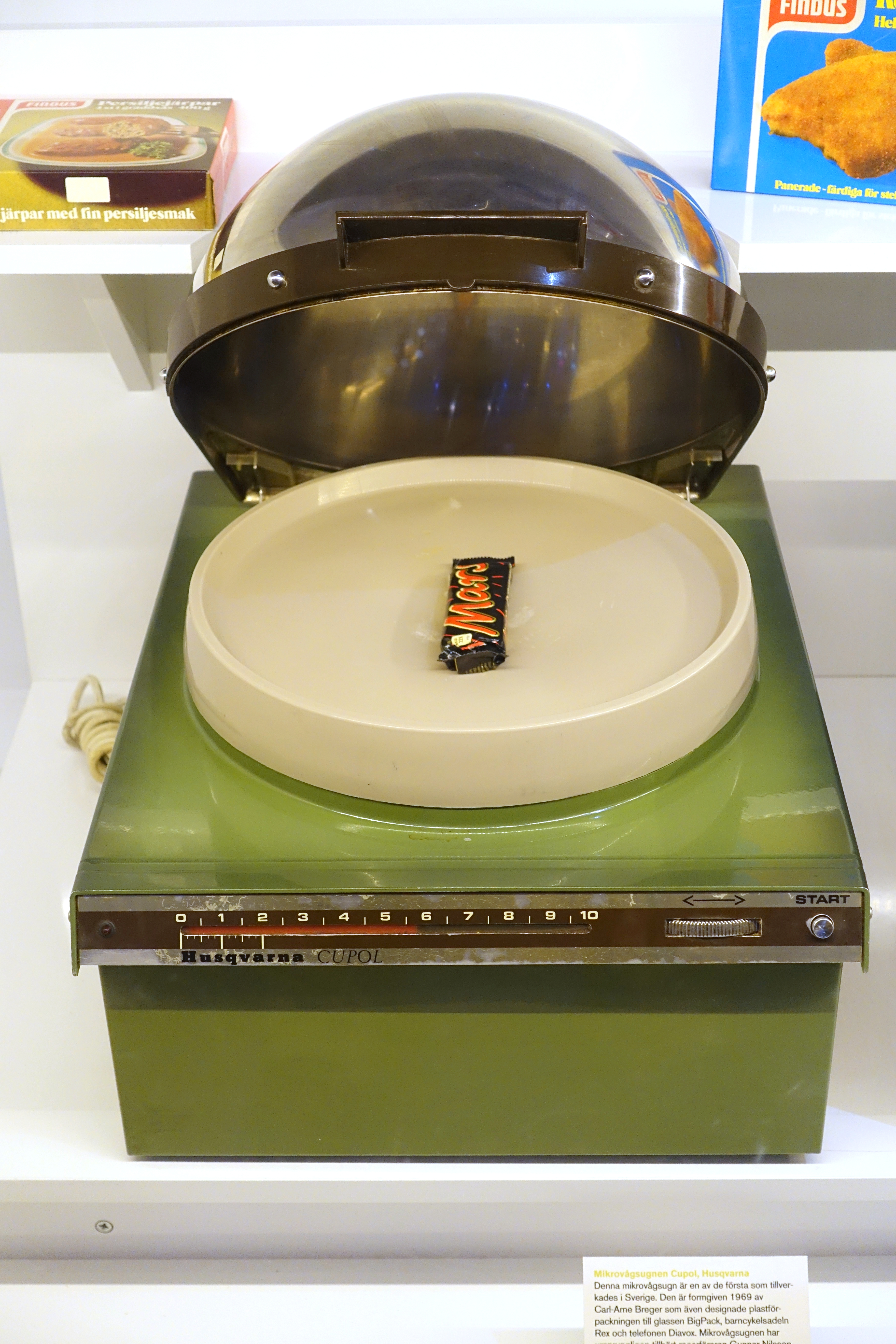
Forn dissenyat en 1969

Com altres invents, el forn de microones és l'aplicació secundària d'una tecnologia destinada a altres finalitats. En 1945, durant una investigació relacionada amb el radar, el doctor Percy Spencer, enginyer de la Raytheon Corporation, estava provant un tub al buit anomenat magnetró quan va descobrir que una barra de xocolata que tenia en la seva butxaca s'havia fos. Sospitant que allò havia estat causat per les ones emeses pel magnetró, el doctor Spencer va col·locar algunes llavors de blat de moro per fer crispetes prop del tub a manera d'experiment. El blat de moro es va coure i va inflar. Spencer va repetir l'experiment usant un ou de gallina. A causa del ràpid increment de la temperatura, la pressió interna va fer que l'ou explotés. Això li va animar a seguir experimentant amb altres aliments.
El doctor Spencer va dissenyar una caixa metàl·lica amb una obertura per la qual podia entrar la radiació del magnetró. Les parets metàl·liques confinen la radiació de microones, per la qual cosa l'energia del camp electromagnètic no es difonia, sinó que es concentrava dins d'aquestes parets. Quan s'introduïa aliment la seva temperatura augmentava. Altres enginyers es van dedicar a millorar el prototip del doctor Spencer, i a la fi de 1946, la Raytheon Company va sol·licitar una patent per emprar els microones en la preparació dels aliments. El primer forn en prova, que escalfava els aliments mitjançant energia de microones es va instal·lar en un restaurant de Boston.
En 1947, va sortir al mercat el primer forn comercial de microones. Aquestes primeres unitats eren aparatoses, d'1,60 m d'altura i 80 kg de pes. El magnetró es refrigerava amb aigua, de manera que era necessari instal·lar un circuit especial. A més, el seu preu era elevat: costaven al voltant de 5.000 dòlars cadascun, per la qual cosa no van tenir massa acolliment.
En desenvolupar-se un nou magnetró refredat per aire, es va eliminar la necessitat de col·locar canonades de refrigeració, la qual cosa va permetre fabricar forns més barats i manejables. Els negocis de menjar ràpid van ser els primers a reconèixer la seva utilitat.
Quan la indústria alimentària va descobrir el potencial i la versatilitat del nou invent, aquest es va aplicar a usos variats, com deshidratar verdures, torrar cafè o fruita seca, descongelar i cuinar les carns, obrir ostres, pasteuritzar llet, etc. Altres indústries ho van emprar per a l'assecat de suro, ceràmica, paper, cuir, tabac, fibres tèxtils, llapis, flors, llibres humits i llumins. També es van emprar les microones en el procés de guarit de materials sintètics com el niló, hule i uretà. No obstant això, a causa de la desconfiança cap als nous "forns electrònics de radar", no va ser fins als anys setanta quan es va començar a usar en les cuines domèstiques. Ningú moria de "enverinament" per les radiacions, ni quedava cec, estèril o impotent a causa de l'ús de forns de microones. Quan es van esvair els temors als Estats Units, va augmentar l'acceptació i, es van oblidar els mites.
En 1971 menys del 1% de les llars nord-americanes tenien microones, en 1978 la xifra va ascendir al 13%, arribant al 25% en 1986. En 1975 les vendes de forns de microones van depassar el nombre de cuines de gas per primera vegada. A l'any següent es va informar que el 17% de les llars japoneses cuinaven amb microones, en comparació del 4% de les llars nord-americanes. Avui, els forns de microones compten amb moltes millores: temporitzadors, sensors d'enfornat i resistències elèctriques per gratinar o acabar de daurar els plats que ho necessitin, doncs això no és possible aconseguir-ho solament amb les microones.

## Funcionament del forn de microones domèstic

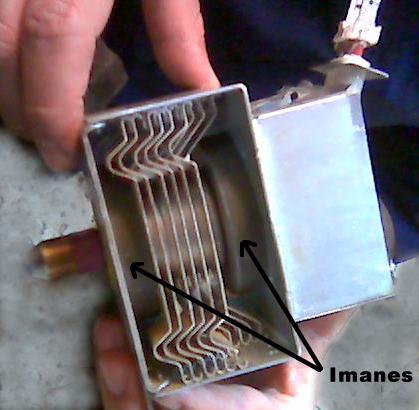
Magnetró de microones

Un microones és un electrodomèstic destinat a cuinar o escalfar aliments que actua escalfant l'aigua que contenen o els líquids que s'afegeixen. Funciona mitjançant la generació d'ones de radi d'alta freqüència. L'aigua, els greixos i altres substàncies presents en els aliments absorbeixen l'energia produïda pels microones en un procés anomenat escalfament dielèctric (conegut també com a escalfament electrònic, escalfament per RF, calefacció d'alta freqüència o diatèrmia). Hi ha molècules, com la de l'aigua, que la seva estructura forma dipols elèctrics, la qual cosa significa que tenen una càrrega positiva parcial en un extrem i una càrrega negativa parcial en l'altre i, per tant, oscil·len en el seu intent d'alinear-se amb el camp electromagnètic altern dels microones. Al rotar, es produeixen fregaments i xocs, que són els que eleven la temperatura. Els forns de microones funcionen de la següent manera: un aparell anomenat magnetró converteix l'energia elèctrica en energia de microones, que en aquesta forma aconsegueix l'aliment. Les ones electromagnètiques agiten les molècules bipolars presents en els aliments, especialment les de l'aigua, i aquestes són les que eleven la temperatura. Aquesta agitació és un mecanisme físic, simple moviment de les molècules al ritme de la freqüència, i no provoca cap tipus d'alteració en la composició química (excepte els que són produïts per l'augment de la temperatura).
L'escalfament per microones és més eficient en l'aigua líquida que en l'aigua congelada, ja que en l'estat sòlid de l'aigua el moviment de les molècules està més limitat. També és menys eficient en greixos i sucres perquè tenen un moment dipolar molecular menor que l'aigua líquida.
De vegades s'explica l'escalfament per microones com una ressonància de les molècules d'aigua, però això és incorrecte, ja que aquesta ressonància solament es produeix en el vapor d'aigua i a freqüències molt més altes (a uns 20 GHz). D'altra banda, els grans forns de microones industrials que operen generalment en la freqüència de 915 MHz (longitud d'ona de 32,8 mil·límetres) també escalfen l'aigua i els aliments de forma efectiva.
Els sucres i triglicèrids (grasses i olis) absorbeixen les microones a causa dels moments dipolars dels seus grups hidroxil o èster. No obstant això, a causa de la capacitat calorífica específica més baixa dels greixos i olis i a la seva temperatura més alta de vaporització, sovint aconsegueixen temperatures molt més altes dins de forns de microones. Això pot causar en l'oli o aliments molt grassos, com la cansalada, temperatures molt per sobre del punt d'ebullició de l'aigua, arribant a torrar de forma semblant al rostit en la graella convencional o en les fregidores. Els aliments amb alt contingut en aigua i baix en oli rares vegades superen la temperatura d'ebullició de l'aigua (100° C).
L'escalfament per microones pot provocar un excés d'escalfament en alguns materials amb baixa conductivitat tèrmica, que també tenen constants dielèctriques que augmenten amb la temperatura. Un exemple d'això és el vidre, que pot mostrar embalatge tèrmic en un forn de microones fins al punt de fusió. A més, les microones poden fondre alguns tipus de roques, produint petites quantitats de lava sintètica. Algunes ceràmiques també es poden fondre, i fins i tot poden arribar a aclarir el seu color en refredar-se. L'embalatge tèrmic és més típic de líquids elèctricament conductors, tals com l'aigua salada.
Un error comú és creure que els forns microones cuinen els aliments de dins fora, és a dir, des del centre cap a l'exterior de l'aliment. Aquesta idea sorgeix en observar la cocció d'aliments amb una capa exterior més seca i un interior més humit; culinàriament expressat com a cruixent per fora i suau per dins. En la majoria dels casos, en aliments uniformement estructurats o raonablement homogenis en la seva composició física, les microones són absorbides de fora endins de forma similar a altres mètodes de cocció per calor. Depenent del contingut d'aigua, la profunditat de la deposició de calor inicial pot ser de diversos centímetres o més amb els forns de microones, en contrast amb el rostit (infrarojos) o l'escalfament convectiu (mètodes que dipositen la calor en una fina capa de la superfície dels aliments). La profunditat de penetració de les microones depèn de la composició dels aliments i de la freqüència, sent les freqüències de microones més baixes (longituds d'ona més llargues) les més penetrants. Les microones penetren únicament de 2 a 4 cm a l'interior dels aliments, per la qual cosa el centre d'una porció gran no es cuinarà amb l'energia d'aquestes ones, sinó per la calor que es produeix en el forn i pel qual es transfereixen les parts superficials que sí són aconseguides per les ones.

## Parts del microones
A continuació es detallen els principals components que solem trobar en un forn microones domèstic.
- Magnetró; Està format per un càtode, un ànode i un imant que rodeja el conjunt. És l'encarregat de generar les microones.
- Cavitat de cocció; És una caixa metàl·lica on es col·loca l'aliment per cuinar. Les parets són metàl·liques perquè les microones rebotin cap a l'aliment quan el magnetró les genera.
- Control i temporitzadors; El circuit consta de dos temporitzadors pel control del temps de funcionament, i pel control de la potència.
- Sistemes de protecció; A part disposa de proteccions tèrmiques: dos termòstats de seguretat, un per la cavitat i l'altre per al magnetró. I una protecció contra sobretensions.
- Porta del forn; Utilitza un sistema automàtic de tancament
- Finestra de la porta; Amb un vidre especial que permet el pas de la llum, però filtra la major part de les microones.
- Plat giratori; Per repartir millor les microones.
- Dispersador d'ones; Funciona quan s'utilitza el forn i proporciona una agitació millor de les ones.
- Selector variable de potència; permet la selecció de la potència que s'utilitza.
- Rellotge temporitzador; és un rellotge que et permet programar el temps de funcionament
- Pilot de funcionament; S'il·lumina quan la porta està tancada i el forn està en funcionament
- Tecla de posada en marxa; Polsant-la comença el procés de cocció.
- Tecla d'obertura de la porta
- Llum interior

## Precaucions

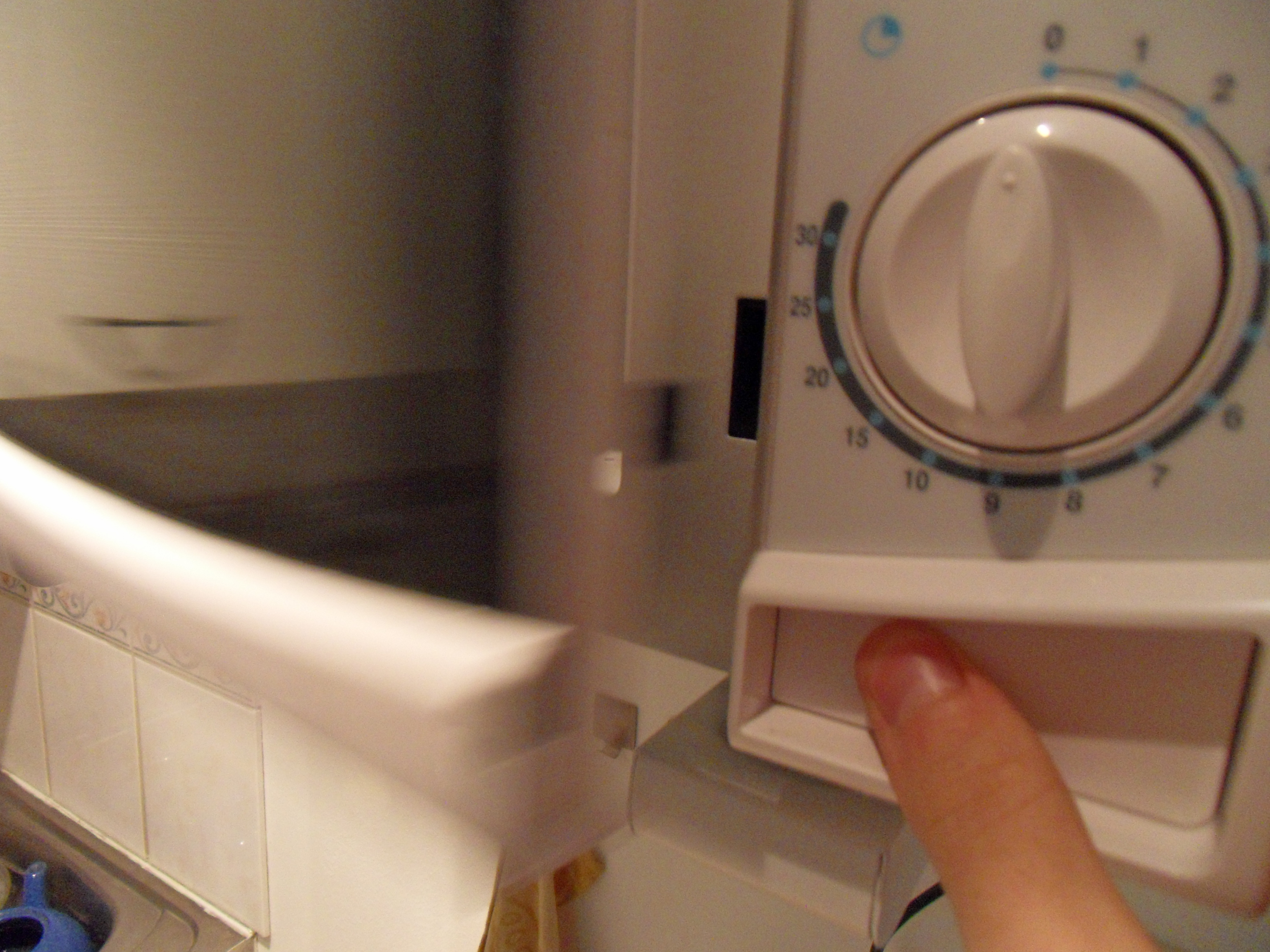
La porta del microones posseeix mecanismes per al seu tancament hermètic i segur, que han de funcionar correctament.

La majoria de governs, indústries i la pròpia OMS defensen el seu ús com un electrodomèstic segur per a la salut tenint en compte que la radiació electromagnètica emesa per un forn microones (de freqüència típica de 2450 MHz) i el camp magnètic associat al seu magnetró no són ionitzants, és a dir, no són capaços de ionitzar àtoms arrencant-los electrons. Per acció d'aquest camp magnètic les molècules d'aigua es mouen i xoquen a l'interior dels aliments i els escalfen, però aquesta acció és innòcua.
Els aliments cuits al microones es consideren segurs i no perden el seu valor nutricional en la cocció. El microones únicament redueix el temps de cocció, però no altera els nutrients.
Segons l'Organització Mundial de la Salut, seguint correctament les instruccions del fabricant, el forn de microones és segur i convenient per a cuinar una gran varietat d'aliments. Els riscos derivats de la mala utilització del microones poden ser evitats mitjançant l'estricte manteniment de les següents mesures de seguretat:
- Llegir acuradament les instruccions del fabricant abans d'usar el forn a microones i complir amb aquestes.[8]
- Conèixer i controlar els temps de cocció del forn per evitar cremades en retirar recipients molt calents.[11]
- Verificar que la porta del microones tanca adequadament i que les juntes no estiguin danyades. Les microones estan contingudes dins del forn i no s'activen tret que la porta estigui tancada i el forn encès. A més, les parets del microones tenen malles de seguretat per a evitar que les microones les travessin.[11] No obstant això, un forn danyat podria tenir fugides, encara que la radiació hauria de ser prolongada i a un nivell molt alt per perjudicar el cos humà.[9] Per a evitar riscos, cal mantenir el forn microones net i en bones condicions i no utilitzar-lo si hi ha un mal visible.
- En intentar realitzar una reparació han de respectar-se les mesures de seguretat, ja que existeix greu risc d'electrocució, fins i tot havent desconnectat l'aparell de la xarxa elèctrica, per la presència d'un condensador de gran capacitat.
- Utilitzar solament contenidors i plats específics per a microones. Els fabricants generalment no recomanen introduir envasos plàstics no aptes, que podrien fondre's, ni envasos metàl·lics que podrien generar espurnes i danys elèctrics.[8] Es recomana utilitzar recipients plàstics fabricats i homologats expressament per la cocció en microones, així com envasos de silicona o pírex, més resistents que el vidre.
- Es pot tancar parcialment els recipients per concentrar el vapor i obtenir una cocció més parella, però no és aconsellable tancar-los hermèticament perquè podrien esclatar.[11]
- Es recomana reposar els aliments per diversos minuts després de la cocció a fi que la calor es distribueixi de manera uniforme. Algunes peces gruixudes poden trigar més a cuinar-se o rebre una cocció desigual, per la qual cosa microorganismes potencialment perillosos poden no ser eliminats completament.[9]
- Cal prendre precaucions en escalfar aigua o altres líquids en el microones. L'aigua sobreescalfada podria no entrar en ebullició malgrat superar els 100 °C a causa de l'absència de les petites bombolles d'aire necessàries per a iniciar el procés, fent-ho inesperadament i de manera explosiva en pertorbar el líquid amb una simple sacsejada que desprengui les bombolles adherides al recipient, o introduint les mateixes amb una cullereta o un terròs de sucre, esquitxant líquid i gas a alta temperatura.[12][11]
- També cal tenir precaució amb certs aliments que tenen un comportament peculiar en quan a la cocció dins el microones. Aliments amb superfícies no poroses, com els frankfurts, o compostos per parts amb diferents temps de cocció, com els ous amb closca o la fruita seca amb pela, podrien esclatar per la pressió del vapor.